# オーキントン移住受付センター
座標: 北緯52度16分25秒 東経0度03分57秒 / 北緯52.273508度 東経0.065715度

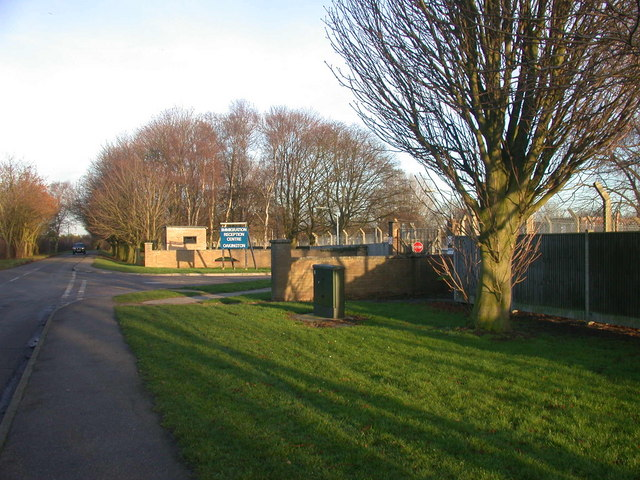
入り口

オーキントン移住受付センター（Oakington Immigration Reception Centre）は、イングランド、ケンブリッジシャーに位置する、2000 - 2010年に運営された、英国内務省の移住者収容所。

## 略史
- 第2次世界大戦時に、英国空軍オーキントン（RAF Oakington）の、ショート スターリング、その他兵器の飛行場。戦後、飛行訓練場、兵舎として使用。
- 2000年、内務省に移管、移住センターに改変。
- 2010年11月、閉鎖[1]

## 参照
1. ↑  “Oakington immigration centre's future plans”.   BBC News (2010年11月11日). 2011年7月14日閲覧。

- “Going undercover for the story”.   BBC News (2005年4月18日). 2008年12月12日閲覧。

- “Home Office Report” (2005年11月15日). 2007年7月24日閲覧。[リンク切れ]

- “Immigration centre second worst in UK” (2008年1月4日). 2008年1月4日閲覧。
- “Government land deal will ease Cambridgeshire housing pressure” (2006年3月27日). 2007年5月15日閲覧。, English Partnerships